# He-Man e i dominatori dell'universo
He-Man e i dominatori dell'universo (He-Man and the Masters of the Universe) è una serie televisiva di animazione statunitense prodotta nel 1983 dalla Filmation, a supporto della linea di giocattoli action figure della Mattel: “Masters of the Universe”. È composta da due stagioni di 65 episodi cadauna. Questa serie animata ebbe un grande successo ed è oggi considerata un pilastro dell'animazione anni ottanta. Il protagonista di questa serie animata, basata su di un'impostazione fantasy eroico, è He-Man, “l'uomo più forte dell'universo”, dedito a proteggere Eternia e Grayskull dalle mire di conquista del malvagio stregone Skeletor.
A questa serie venne realizzata una prosecuzione nel 1985 con She-Ra, la principessa del potere, che però non proseguiva la trama, cambiando i personaggi principali. Il seguito vero e proprio venne realizzato nel 1990: He-Man. Nel 2002 è stata realizzata una serie animata che si rifaceva all'originale, l'omonima He-Man and the Masters of the Universe. Nel 2021 è stata invece realizzata una nuova serie che riprende le vicende quasi da dove si erano interrotte nella serie originale: Masters of the Universe: Revelation.
All'epoca fumetti dedicati a questa serie animata apparvero anche nel periodico italiano Magic Boy.

## Il mondo di Eternia
Eternia, il mondo dove è ambientata la storia, è un pianeta situato al centro dell'universo, dalle caratteristiche fisiche simili a quelle della Terra, ma completamente differente sotto molti altri aspetti. Per la sua particolare posizione in esso sono presenti tutte le porte per gli “universi alternativi” (in realtà altri mondi) e questo spiegherebbe la forte presenza della magia, che gli abitanti affiancano alla scienza. Questo pianeta è diviso in due parti, una oscura e una luminosa; mentre nella zona luminosa vive la maggior parte delle persone, la parte oscura è esilio e rifugio per ogni sorta di malfattori. In questo mondo vivono poi una grande varietà di animali feroci e/o mostruosi, e di piante gigantesche. Oltre agli esseri umani coabitano anche molte altre specie di esseri intelligenti (Draghi, uomini-falco, uomini-ape, uomini-serpente, scarafaggi senzienti, uomini marini, ecc.).
Il passato del pianeta, mostrato in alcuni episodi, prende il nome di “Preternia”; in questa fase preistorica il pianeta era piuttosto differente: gli esseri umani erano una presenza minoritaria, e la maggior parte di loro erano primitivi uomini delle caverne; alcune popolazioni isolate avevano tuttavia sviluppato un'elevata tecnologia. Erano presenti giganti e dinosauri di ogni stazza, alcuni dei quali, dalle misteriose origini, bionici. Gli uomini-serpente erano molto più numerosi e pericolosi.

## Trama
Il principe Adam, il giovane ragazzo figlio di re Randor e della regina Marlena, è uno scansafatiche sempre alla ricerca di svago, assieme al suo fedele amico Cringer (una tigre fifona che diventa il possente Battle-Cat). Il principe viene spesso ripreso, soprattutto dalla sua amica d'infanzia e capitano delle guardie Teela, a causa dei suoi giochi e della sua perenne assenza in ogni situazione di pericolo. In pochi sanno che egli è in realtà He-Man, nel quale si trasforma con l'ausilio della sua Spada del Potere, ovvero l'uomo più forte dell'universo e difensore dei segreti del castello di Grayskull e della pace su Eternia. He-Man, insieme ai suoi amici “dominatori” (difensori di Eternia), tiene a bada le forze oscure del perfido Skeletor, intenzionato a conquistare il Castello di Grayskull, Eternia e l'universo intero con l'aiuto dei suoi malvagi scagnozzi Evil-Lyn, Beast Man, Mer-Man e Tri-Klops.

## Doppiaggio

### Stagione 1
| Nome del personaggio   | Doppiatore originale                          | Doppiatore italiano |
| ---------------------- | --------------------------------------------- | ------------------- |
| Principe Adam / He-Man | John Erwin                                    | Teo Bellia          |
| Teela                  | Linda Gary                                    | Laura Boccanera     |
| Orko                   | Lou Scheimer                                  | Franco Latini       |
| Evil-Lyn               | Linda Gary                                    | Cinzia De Carolis   |
| Regina Marlena         | Linda Gary (1ª voce) Erika Scheimer (2ª voce) | Daniela Gatti       |
| Re Randor              | Lou Scheimer                                  | Franco Latini       |
| Skeletor               | Alan Oppenheimer                              | Franco Latini       |
| Sorceress              | Linda Gary                                    | Mariù Safier        |
| Battle-cat             | Alan Oppenheimer                              | Franco Latini       |
| Cringer                | Alan Oppenheimer                              | Franco Latini       |
| Duncan / Man-At-Arms   | Alan Oppenheimer                              | Pieraldo Ferrante   |
| Stratos                | Lou Scheimer                                  | Wladimiro Grana     |
| Beast Man              | John Erwin                                    | Marcello Prando     |
| Tri-Klops              | Lou Scheimer                                  | Wladimiro Grana     |
| Mer-Man                | Alan Oppenheimer                              | Marcello Prando     |
| Ram Man                | John Erwin                                    | Sergio Antonica     |

### Stagione 2
| Nome del personaggio   | Doppiatore originale                          | Doppiatore italiano                                              |
| ---------------------- | --------------------------------------------- | ---------------------------------------------------------------- |
| Principe Adam / He-Man | John Erwin                                    | Mario Cordova                                                    |
| Teela                  | Linda Gary                                    | Roberta Greganti                                                 |
| Orko                   | Lou Scheimer                                  | Sergio Di Giulio                                                 |
| Evil-Lyn               | Linda Gary                                    | Solvejg D'Assunta                                                |
| Regina Marlena         | Linda Gary (1ª voce) Erika Scheimer (2ª voce) | Melina Martello (1ª voce e princip.) Solvejg D'assunta (2ª voce) |
| Re Randor              | Lou Scheimer                                  | Oreste Rizzini (1ª voce) Claudio Capone (2ª voce)                |
| Skeletor               | Alan Oppenheimer                              | Rodolfo Traversa (1ª voce) Oreste Rizzini (2ª voce)              |
| Maga                   | Linda Gary                                    | Vanna Busoni                                                     |
| Battle-Cat             | Alan Oppenheimer                              | Massimo Cinque (1ª voce e princip.) Franco Zucca (2ª voce)       |
| Cringer                | Alan Oppenheimer                              | Massimo Cinque (1ª voce e princip.) Franco Zucca (2ª voce)       |
| Duncan / Man-At-Arms   | Alan Oppenheimer                              | Gianni Bertoncin                                                 |
| Stratos                | Lou Scheimer                                  | ?                                                                |
| Beast Man              | John Erwin                                    | Gianni Bonagura                                                  |
| Tri-Klops              | Lou Scheimer                                  | ?                                                                |
| Mer-Man                | Alan Oppenheimer                              | ?                                                                |
| Ram Man                | John Erwin                                    | Michele Kalamera                                                 |
| Webstor                | John Erwin                                    | Sergio Antonica                                                  |
| Buzz-Off               | Alan Oppenheimer                              | Alberto Caneva                                                   |
| Clawful                | Lou Scheimer                                  | Giampiero Albertini                                              |
| Whiplash               | John Erwin                                    | Mario Cordova                                                    |
| Spikor                 | Lou Scheimer                                  | Mario Maranzana                                                  |
| Trap Jaw               | Lou Scheimer                                  | Carlo Baccarini                                                  |
| Modulok                | Lou Scheimer                                  | Marcello Tusco                                                   |
| Roboto                 | Alan Oppenheimer                              | Franco Zucca                                                     |

## Sinossi
L'animazione fu realizzata dalla Filmation nel suo caratteristico stile, con un abbondante uso del rotoscopio: i personaggi riproducono fedelmente le posture ed i movimenti delle persone reali, con un uso frequente delle stesse sequenze di repertorio, e quindi una relativa monotonia e staticità dell'animazione; inoltre lo studio creava personaggi simmetrici in modo da poterli riutilizzare semplicemente ribaltandoli e adoperava costantemente le cosiddette stock, ossia quelle scene che si ripetevano di tanto in tanto, magari cambiandone solo sfondi o direzione.
Malgrado le limitate tecniche di animazione che vennero usate per produrre la serie, He-Man fu una serie rimarchevole, oltre che di successo, perché infranse le consuetudini derivate dalle leggi censorie, ormai abrogate, decise dalla FCC, restringenti il campo narrativo delle serie tv per bambini degli anni'70. Per la prima volta dopo anni, una serie animata si caratterizzava di un supereroe muscolare che ardiva colpire i suoi avversari (sebbene spesso preferisca sollevarli di peso e gettarli via) benché armato di spada, oggetto che viene utilizzata quasi sempre solo per la trasformazione, la difesa, od eventualmente per slegare corde, aprire gabbie ed altre azioni non violente.
Il cartone fu anche oggetto di critiche per la sua natura specificamente commerciale, che in realtà ottennero proprio l'effetto di contribuire a pubblicizzarlo. Effettivamente quasi ogni oggetto, o veicolo presente nel cartone, è stato inserito perché ne fosse realizzato il giocattolo, con l'eccezione di alcune armi, presenti solo nei giocattoli e quasi assenti nel disegno animato (peraltro usate pochissimo).
Al termine di ogni episodio è presente una breve sequenza pedagogica, una morale; caratteristica questa che la serie ha in comune con molte altre serie realizzate dalla Filmation. In queste morali si spiega un semplice precetto ispirandosi alla puntata trascorsa, oppure si fanno delle raccomandazioni slegate dalla serie animata; la presentazione è a cura di He-Man o di qualcun altro personaggio principale, da solo, oppure in gruppo, in linea con lo stile attoriale, dopo la chiusura del sipario, durante le rappresentazioni teatrali dedicate all'infanzia. Tuttavia le morali non sono state doppiate in italiano nella seconda stagione della serie, i cui episodi si concludevano direttamente con la sigla finale. Inedita è rimasta anche la sequenza commerciale, dove Orko annunciava l'arrivo delle pubblicità o il ritorno del cartone. Questo molto probabilmente è dovuto al divieto in Italia di inserire interruzioni pubblicitarie all'interno delle singole puntate di una serie animata dedicata ai bambini.

## Gli episodi della serie
Gli episodi sono in massima parte autoconclusivi: sono pochissime le puntate che hanno un seguito o che si riferiscono a fatti accaduti in altri episodi. Oltre ad essere autoconclusivi non hanno neppure un vero ordine, dal momento che la trama non subisce nessuno sviluppo significativo. 
Il primo episodio realizzato fu "The Cosmic Comet", ma il primo ad essere trasmesso negli USA fu invece "Diamond Ray of Disappearance". L'ultimo episodio realizzato fu "The Cold Zone", scritto da J. Michael Straczynski (famoso scrittore autore fra l'altro della serie tv Babylon 5), che però non fornisce una fine alla storia. 
Nel web molti MOTU-fan indicano come ideale episodio finale "The problem with power", che ha effettivamente delle peculiarità: è l'unico episodio a mostrare la trasformazione al contrario (He-Man che torna Adam), risulta più "impegnato" nelle tematiche quando viene fatto credere ad He-Man di avere ucciso un innocente e si insiste più del consueto sull'attrazione che He-Man e Teela provano reciprocamente.

## Edizione italiana
Questa serie è stata oggetto di due differenti doppiaggi per le sue due stagioni; questi adattamenti sono stati indipendenti gli uni dagli altri, e hanno prodotto numerose discordanze. Inoltre nella seconda stagione si è verificato il taglio delle morali negli epiloghi, rimaste inedite.
Il nome della serie, da He-Man e i dominatori dell'universo, venne ritradotto in: He-Man e i padroni dell'universo, mentre altri cambiamenti hanno riguardato la presentazione fatta durante la sigla iniziale, nonché i nomi di alcuni personaggi prima rimasti invariati, poi tradotti. Il soprannome di Duncan passò quindi da "Man-At-Arms" a "Uomo armato"; Sorceress divenne la "Maga".

## Episodi
Lista delle due stagioni (ognuna composta da 65 episodi) della serie. I titoli alternativi si riferiscono alle uscite in DVD.

### Stagione 1
| Numero | Codice | Titolo                                              | Titolo originale                  | Regista        | Prima TV USA |
| ------ | ------ | --------------------------------------------------- | --------------------------------- | -------------- | ------------ |
| 01     | 004    | Il raggio prodigioso                                | Diamond Ray of Disappearance      | Lou Zukor      | 26/09/1983   |
| 02     | 006    | Teela di Eternia                                    | Teela's Quest                     | Marsh Lamore   | 27/09/1983   |
| 03     | 014    | Il risveglio di Colossor                            | Colossor Awakes                   | Lou Kachivas   | 28/09/1983   |
| 04     | 009    | Invasione / L'invasione dei draghi                  | The Dragon Invasion               | Gwen Wetzler   | 29/09/1983   |
| 05     | 007    | La maledizione della pietra magica                  | The Curse of the Spellstone       | Gwen Wetzler   | 30/09/1983   |
| 06     | 008    | Il corridoio del tempo                              | The Time Corridor                 | Lou Zukor      | 03/10/1983   |
| 07     | 022    | La canzone di Celice                                | Song of Celice                    | Gwen Wetzler   | 04/10/1983   |
| 08     | 018    | Le creature della Palude Nera                       | Creatures from the Tar Swamp      | Marsh Lamore   | 05/10/1983   |
| 09     | 005    | Il demone di Fantos / La regina di Phantos          | She-Demon of Phantos              | Gwen Wetzler   | 06/10/1983   |
| 10     | 016    | Il regno del mostro                                 | Reign of the Monster              | Steve Clarke   | 07/10/1983   |
| 11     | 013    | Tale padre, tale figlia                             | Like Father, Like Daughter        | Lou Kachivas   | 10/10/1983   |
| 12     | 003    | La spada scomparsa / Svanire nel nulla              | Disappearing Act                  | Lou Zukor      | 11/10/1983   |
| 13     | 012    | Il piano di Evil-Lyn / L'inganno di Evil-Lyn        | Evil-Lyn's Plot                   | Lou Kachivas   | 12/10/1983   |
| 14     | 020    | L'alba di Dragone / L'alba del drago                | Dawn of Dragoon                   | Ed Friedman    | 13/10/1983   |
| 15     | 029    | Il principe e il re / Amor paterno                  | Prince Adam No More               | Gwen Wetzler   | 14/10/1983   |
| 16     | 010    | Un'amica da aiutare / Un amico In difficoltà        | A Friend in Need                  | Ed Friedman    | 17/10/1983   |
| 17     | 017    | Daimar il Demone                                    | Daimar the Demon                  | Hal Sutherland | 18/10/1983   |
| 18     | 034    | Il dono del dragone                                 | The Dragon's Gift                 | Lou Zukor      | 19/10/1983   |
| 19     | 002    | Lo scettro degli incantesimi                        | The Shaping Staff                 | Lou Kachivas   | 20/10/1983   |
| 20     | 001    | La cometa cosmica                                   | The Cosmic Comet                  | Steve Clark    | 21/10/1983   |
| 21     | 030    | La scomparsa di Grayskull                           | The Taking of Grayskull           | Ed Friedman    | 24/10/1983   |
| 22     | 042    | La spada a doppio taglio                            | Double Edged Sword                | Gwen Wetzler   | 25/10/1983   |
| 23     | 019    | Alla ricerca di He-Man / In cerca di He-Man         | Quest for He-Man                  | Steve Clark    | 26/10/1983   |
| 24     | 027    | Lo zio preferito di Orko                            | Orko's Favorite Uncle             | Steve Clark    | 27/10/1983   |
| 25     | 056    | Alla ricerca della spada / Il segno del potere      | Quest for the Sword               | Ed Friedman    | 28/10/1983   |
| 26     | 015    | Carnevale a Eternia / La mostra dei mostri          | A Beastly Sideshow                | Marsh Lamore   | 31/10/1983   |
| 27     | 031    | Un racconto di due città / Lotta tra titani         | A Tale of Two Cities              | Marsh Lamore   | 01/11/1983   |
| 28     | 038    | La valle del potere                                 | Valley of Power                   | Lou Zukor      | 02/11/1983   |
| 29     | 054    | Il gioco di Negator / Il video labirinto            | Game Plan                         | Lou Kachivas   | 03/11/1983   |
| 30     | 023    | Il ritorno dello zio di Orko                        | The Return of Orko's Uncle        | Marsh Lamore   | 04/11/1983   |
| 31     | 043    | Il mistero dell'Uomo dalle Molte Facce              | The Mystery of Man-E-Faces        | Lou Zukor      | 07/11/1983   |
| 32     | 047    | I custodi delle antiche rovine                      | Keeper of the Ancient Ruins       | Bill Reed      | 08/11/1983   |
| 33     | 044    | La terra dei ghiacci                                | The Region of Ice                 | Ernie Schmidt  | 09/11/1983   |
| 34     | 011    | Le maschere del potere                              | Masks of Power                    | Marsh Lamore   | 10/11/1983   |
| 35     | 026    | Le terre dell'oscurità / La prova della verità      | Ordeal in the Darklands           | Gwen Wetzler   | 11/11/1983   |
| 36     | 051    | La città in fondo al mare                           | City Beneath the Sea              | Gwen Wetzler   | 14/11/1983   |
| 37     | 028    | - / Diserzione                                      | The Defection                     | Marsh Lamore   | 15/11/1983   |
| 38     | 052    | Teela in Esilio / La prova di Teela                 | Teela's Trial                     | Marsh Lamore   | 16/11/1983   |
| 39     | 033    | I figli delle stelle / Starchild                    | The Starchild                     | Lou Zukor      | 17/11/1983   |
| 40     | 045    | La sparizione della magia di Orko                   | Orko's Missing Magic              | Ernie Schmidt  | 18/11/1983   |
| 41     | 036    | Il seme dell'universo                               | The Search                        | Steve Clark    | 21/11/1983   |
| 42     | 046    | Eterna oscurità                                     | Eternal Darkness                  | Lou Kachivas   | 22/11/1983   |
| 43     | 021    | Un cugino antipatico / Il cugino del Re             | The Royal Cousin                  | Ernie Schmidt  | 23/11/1983   |
| 44     | 048    | Il ritorno del male                                 | Return of Evil                    | Steve Clark    | 24/11/1983   |
| 45     | 055    | Il sacrificio di Garth / Pericolo per Eternia       | Eye of the Beholder               | Marsh Lamore   | 25/11/1983   |
| 46     | 037    | Non è colpa mia                                     | It's Not My Fault                 | Ed Friedman    | 28/11/1983   |
| 47     | 039    | Arcadia è in Pericolo                               | Trouble in Arcadia                | Gwen Wetzler   | 29/11/1983   |
| 48     | 057    | Il castello degli eroi / L'esercito degli eroi      | Castle of Heroes                  | Mel Gilden     | 30/11/1983   |
| 49     | 050    | Il tempio del sole                                  | Temple of the Sun                 | Lou Kachivas   | 01/12/1983   |
| 50     | 024    | - / Il mago della montagna di pietra                | Wizard of Stone Mountain          | Lou Kachivas   | 02/12/1983   |
| 51     | 053    | Il ritorno di Dre Elle                              | Dree Elle's Return                | Lou Kachivas   | 05/12/1983   |
| 52     | 035    | Il risveglio dei dormienti                          | The Sleepers Awaken               | Ed Friedman    | 06/12/1983   |
| 53     | 049    | Il ritorno del grifone                              | Return of the Gryphon             | Gwen Wetzler   | 07/12/1983   |
| 54     | 060    | Il ritorno di Granamyr                              | The Return of Granamyr            | Ernie Schmidt  | 08/12/1983   |
| 55     | 061    | L'arena del Maestro dei Giochi / La scelta di Teela | Pawns of the Game Master          | Steve Clark    | 09/12/1983   |
| 56     | 063    | Il cacciatore                                       | The Huntsman                      | Lou Zukor      | 12/12/1983   |
| 57     | 064    | La cura / La pianta della Salute                    | The Remedy                        | Bill Reed      | 13/12/1983   |
| 58     | 040    | La casa di Shokoti (prima parte)                    | The House of Shokoti - Episode I  | Lou Kachivas   | 14/12/1983   |
| 59     | 041    | La casa di Shokoti (seconda parte)                  | The House of Shokoti - Episode II | Marsh Lamore   | 15/12/1983   |
| 60     | 059    | La strega e la guerriera / La fonte della vita      | The Witch and the Warrior         | Marsh Lamore   | 16/12/1983   |
| 61     | 025    | Il seme del male                                    | Evilseed                          | Bob Arkwright  | 19/12/1983   |
| 62     | 058    | Duca per sempre / Il duca di Abra                   | The Once and Future Duke          | Lou Zukor      | 20/12/1983   |
| 63     | 032    | In cerca del VHO / L'oscillatore conteso            | Search for the VHO                | Gwen Wetzler   | 21/12/1983   |
| 64     | 062    | I dischi d'oro della conoscenza                     | Golden Disks of Knowledge         | Ed Friedman    | 22/12/1983   |
| 65     | 065    | Il cuore di un gigante / Il gigante                 | The Heart of a Giant              | Ernie Schmidt  | 23/12/1983   |

### Stagione 2
| Numero | Codice | Titolo                               | Titolo originale                  | Regista              | Prima TV USA |
| ------ | ------ | ------------------------------------ | --------------------------------- | -------------------- | ------------ |
| 01     | 066    | Il gatto e il ragno                  | The Cat and the Spider            | Gwen Wetzler         | 24/09/1984   |
| 02     | 068    | Il giorno delle macchine             | Day of the Machines               | Lou Kachivas         | 25/09/1984   |
| 03     | 067    | Una bestia fatta di energia          | The Energy Beast                  | Marsh Lamore         | 26/09/1984   |
| 04     | 077    | Guai a Trolla                        | Trouble in Trolla                 | Ernie Schmidt        | 27/09/1983   |
| 05     | 070    | La Foresta di Fisto                  | Fisto's Forest                    | Lou Kachivas         | 28/09/1983   |
| 06     | 069    | Games Man                            | The Gamesman                      | Steve Clark          | 01/10/1984   |
| 07     | 078    | Il tradimento di Stratos             | Betrayal of Stratos               | David Wise           | 02/10/1984   |
| 08     | 075    | Per salvare Skeletor                 | To Save Skeletor                  | Lou Kachivas         | 03/10/1984   |
| 09     | 072    | Il mistero dei grandi libri          | The Great Books Mystery           | Bill Reed            | 04/10/1984   |
| 10     | 071    | Il regalo più gradito                | The Rarest Gift of All            | Gwen Wetzler         | 05/10/1984   |
| 11     | 076    | Il gigante di ghiaccio               | The Ice Age Cometh                | Ed Friedman          | 08/10/1984   |
| 12     | 079    | I draghi scomparsi                   | Disappearing Dragons              | Ernie Schmidt        | 09/10/1984   |
| 13     | 080    | L'ombra di Skeletor                  | The Shadow of Skeletor            | Steve Clark          | 10/10/1984   |
| 14     | 081    | L'invasione                          | The Arena                         | Ernie Schmid         | 11/10/1984   |
| 15     | 074    | L'isola della paura                  | Island of Fear                    | Bill Reed, Lou Zukor | 12/10/1984   |
| 16     | 082    | Tattica: attaccare!                  | Attack from Below                 | Marsh Lamore         | 15/10/1984   |
| 17     | 092    | Il gigante più piccino               | The Littlest Giant                | Lou Kachivas         | 16/10/1984   |
| 18     | 084    | Il gattone fifone                    | Fraidy Cat                        | Ed Friedman          | 17/10/1984   |
| 19     | 089    | Una piccola bugia                    | Just a Little Lie                 | Bill Reed            | 18/10/1984   |
| 20     | 085    | Il soldato dell'arcobaleno           | The Rainbow Warrior               | Gwen Wetzler         | 19/10/1984   |
| 21     | 087    | La paura di avere paura              | Things That Go Bump in the Night  | Lou Kachivas         | 22/10/1984   |
| 22     | 088    | La scommessa                         | Three on a Dare                   | Marsh Lamore         | 23/10/1984   |
| 23     | 083    | Tragedia negli abissi                | Into the Abyss                    | Steve Clark          | 24/10/1984   |
| 24     | 091    | Avventura in miniera                 | Jacob and the Widgets             | Ed Friedman          | 25/10/1984   |
| 25     | 090    | Tutti per uno                        | One for All                       | Ed Friedman          | 26/10/1984   |
| 26     | 093    | Il problema è il nome                | Trouble's Middle Name             | Steve Clark          | 29/10/1984   |
| 27     | 102    | La vendetta non è mai dolce          | Revenge is Never Sweet            | Ernie Schmidt        | 30/10/1984   |
| 28     | 095    | Un uccellino nella mano              | A Bird in the Hand                | Richard Trueblood    | 31/10/1984   |
| 29     | 098    | Alla ricerca del passato             | Search for the Past               | Ernie Schmidt        | 01/11/1984   |
| 30     | 099    | Trappola in palude                   | Hunt for He-Man                   | Marsh Lamore         | 02/11/1984   |
| 31     | 103    | Il bene trionferà                    | The Good Shall Survive            | Bill Reed            | 05/11/1984   |
| 32     | 101    | Un cieco non è strano                | Not so Blind                      | Gwen Wetzler         | 06/11/1984   |
| 33     | 100    | Lo spettacolo più bello              | The Greatest Show on Eternia      | Gwen Wetzler         | 07/11/1984   |
| 34     | 073    | La storia della fattucchiera         | Origin of the Sorceress           | Marsh Lamore         | 23/09/1985   |
| 35     | 086    | Viaggio a Morainia                   | A Trip to Morainia                | Steve Clark          | 24/09/1985   |
| 36     | 094    | La città di pietra                   | Journey to Stone City             | Ed Friedman          | 25/09/1985   |
| 37     | 096    | Il gatto guerriero                   | Battlecat                         | Richard Trueblood    | 26/09/1985   |
| 38     | 097    | La ruota del tempo                   | The Time Wheel                    | Marsh Lamore         | 27/09/1985   |
| 39     | 104    | I segreti di Grayskull               | The Secret of Grayskull           | Lou Zukor            | 30/09/1985   |
| 40     | 105    | Anche i piccoli vincono              | No Job Too Small                  | Marsh Lamore         | 01/10/1985   |
| 41     | 106    | Il segreto della montagna delle rose | The Bitter Rose                   | Ed Friedman          | 02/10/1985   |
| 42     | 107    | Gioco d'azzardo                      | The Gambler                       | Richard Trueblood    | 03/10/1985   |
| 43     | 108    | Il trionfo di Teela                  | Teela's Triumph                   | Gwen Wetzler         | 04/10/1985   |
| 44     | 109    | Il nuovo amico di Orko               | Orko's New Friend                 | Ernie Schmidt        | 07/10/1985   |
| 45     | 110    | Il potere non è sempre piacevole     | The Problem with Power            | Gwen Wetzler         | 09/10/1985   |
| 46     | 111    | Lo specchio magico                   | Double Trouble                    | Ed Friedman          | 14/10/1985   |
| 47     | 112    | Il fiore di Eternia                  | The Eternia Flower                | Ed Friedman          | 16/10/1985   |
| 48     | 113    | Buon compleanno Roboto!              | Happy Birthday Roboto             | Lou Kachivas         | 17/10/1985   |
| 49     | 114    | La guerra dei draghi                 | Battle of the Dragons             | Steve Clark          | 23/10/1985   |
| 50     | 115    | Il tempo non vola                    | Time Doesn't Fly                  | Marsh Lamore         | 31/10/1985   |
| 51     | 116    | La macchina dei guai                 | Here, There, Skeletors Everywhere | Steve Clark          | 01/11/1985   |
| 52     | 117    | La bella e la bestia                 | Beauty and the Beast              | Ernie Schmidt        | 04/11/1985   |
| 53     | 118    | Il ritorno di Orko                   | Orko's Return                     | Ernie Schmidt        | 05/11/1985   |
| 54     | 119    | Visitatori dal pianeta Terra         | Visitors from Earth               | Gwen Wetzler         | 06/11/1985   |
| 55     | 120    | Il mostro delle montagne             | Monster on the Mountain           | Lou Kachivos         | 07/11/1985   |
| 56     | 121    | La cascata magica                    | The Magic Falls                   | Ernie Schmidt        | 08/11/1985   |
| 57     | 122    | Alla ricerca del figlio              | Search for a Son                  | Bill Reed            | 11/11/1985   |
| 58     | 123    | Identità sbagliata                   | Mistaken Identity                 | Bill Reed            | 12/11/1985   |
| 59     | 124    | Il Giocattolaio                      | The Toy Maker                     | Lou Kachivos         | 13/11/1985   |
| 60     | 125    | Contratto con il male                | Bargain with Evil                 | Bill Reed            | 14/11/1985   |
| 61     | 126    | Il custode delle comete              | Capture the Comet Keeper          | Lou Kachivos         | 15/11/1985   |
| 62     | 127    | L'antico specchio parlante           | The Ancient Mirror of Avathar     | Steve Clark          | 18/11/1985   |
| 63     | 128    | La gara                              | The Games                         | Richard Trueblood    | 19/11/1985   |
| 64     | 129    | Salvare gli animali                  | To Save the Creatures             | Gwen Wetzler         | 20/11/1985   |
| 65     | 130    | Kobra Khan chiede aiuto              | The Cold Zone                     | Marsh Lamore         | 21/11/1985   |

In occasione del Comic-Con di San Diego del 2016 è stato trasmesso, il giorno 20 luglio, un episodio speciale scritto e diretto da Brian Flynn ed intitolato The Curse of the Three Terrors. In Italia è rimasto inedito.

## Pubblicazioni in versione DVD
Negli Stati Uniti, l'intera serie di 130 episodi è stata pubblicata dalla BCI Eclipse LLC fra il 2005 e il 2006 e raccolta in quattro box set; in seguito è uscito lo Speciale di Natale (He-man & She-ra: A Christmas Special) e Il segreto della spada (The Secret of the Sword), entrambi a parte. Nel 2011 La Mill Creek Entertainment ha riproposto per il mercato americano la prima stagione completa e i primi 20 episodi raccolti nel volume 1; in seguito ha riproposto anche la seconda stagione.
In Italia, a partire da ottobre 2007, la Dolmen ha riproposto in DVD i primi due box set della BCI Eclipse LLC riguardante solo la prima stagione e, come negli Stati Uniti, separatamente il film Il segreto della spada, che uscì invece a febbraio 2008. La Dolmen non ha però ritenuto soddisfacente il successo dei primi due cofanetti e pertanto la pubblicazione italiana della seconda stagione è stata in seguito cancellata.
Nel dicembre del 2007, la Medianetwork Communication ha invece pubblicato in DVD, He-Man e She-Ra: Speciale Natale.